# Anakao

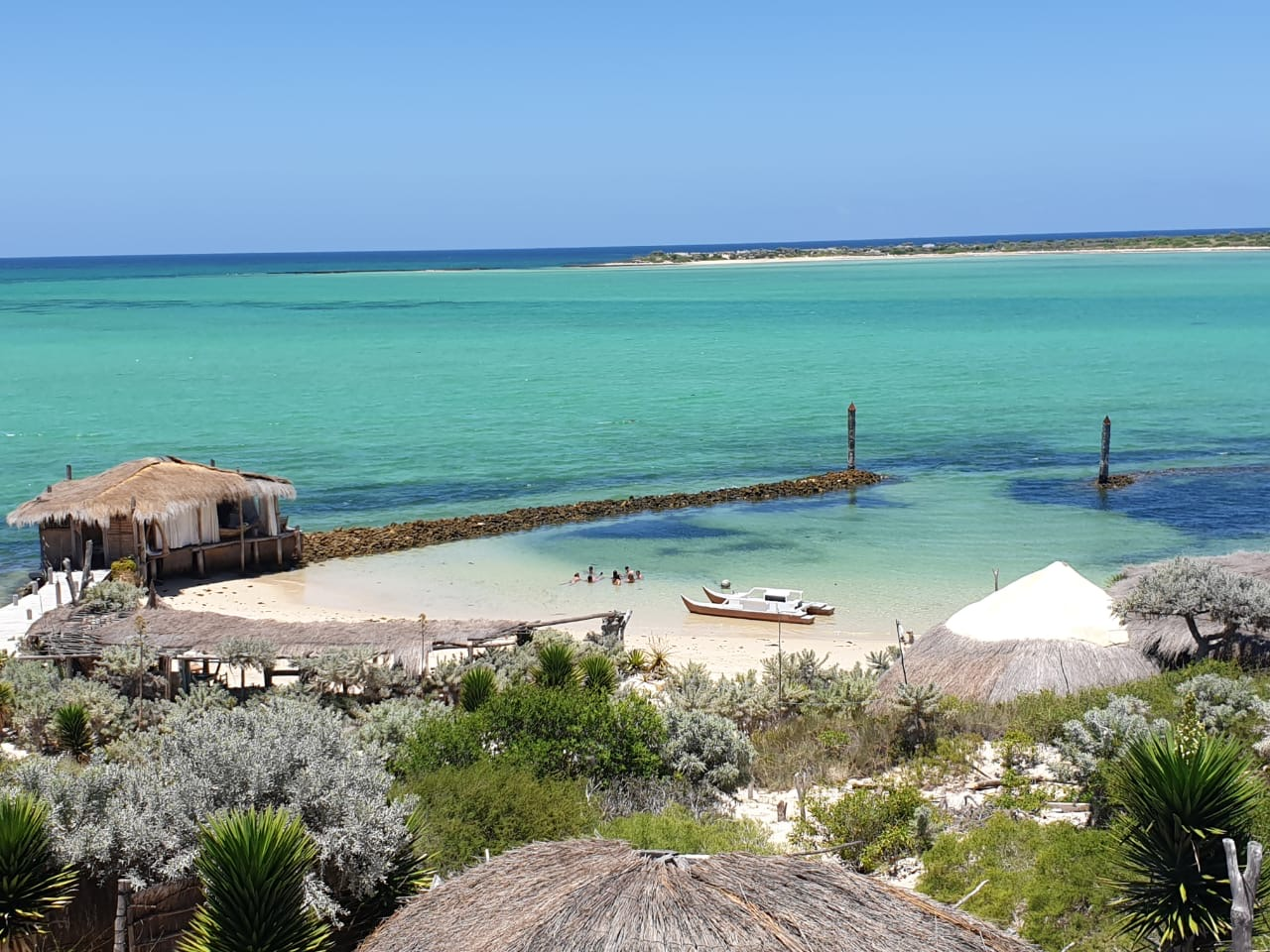
Hôtel « Chez Diego » dans le sud de Madagascar (Anakao).

Anakao est un village vezo de la commune d'Ambolofoty, district de Toliara II, dans le Sud-Ouest de Madagascar. Situé sur le littoral mahafaly au sud de l'embouchure de l'Onilahy, il fait face à Nosy Ve.

## Histoire de la station
En quelques années, ce village est passé au rang de petite station balnéaire très prisée des touristes visitant Madagascar. Chronologiquement, le premier établissement touristique d'Anakao a été mis en place par Jean-Louis Prévost en 1985. C'était "Safari Vezo" très prisé des touristes italiens. Ce gîte ne comportait que quelques chambres. Pour y accéder un service de pirogues était organisé à partir de Tuléar. Aujourd'hui, il y a de nombreux hôtels et gîtes de toutes catégories. 

## Source
- Claire Brachet et Violaine Guinet, 2004.- Ecotourisme et gestion communautaire des ressources touristiques sur les sites d'Anakao/Nosy Ve et de la forêt des Sept-Lacs. Université de Nantes, Mémoire de MST d'aménagement, 126 p.